# Peter Götzmann

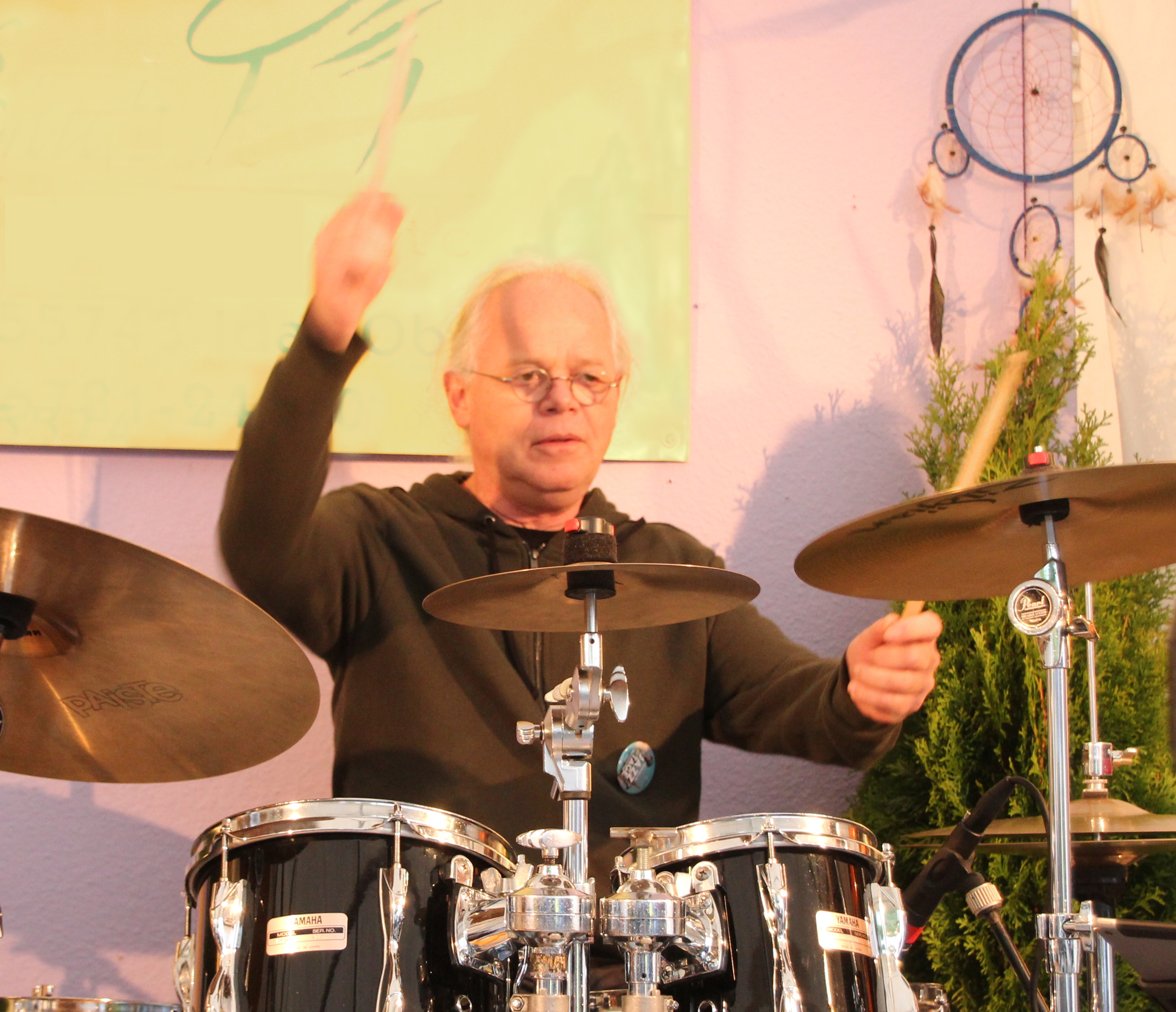
Peter Götzmann bei den Jazztagen Idar-Oberstein 2017

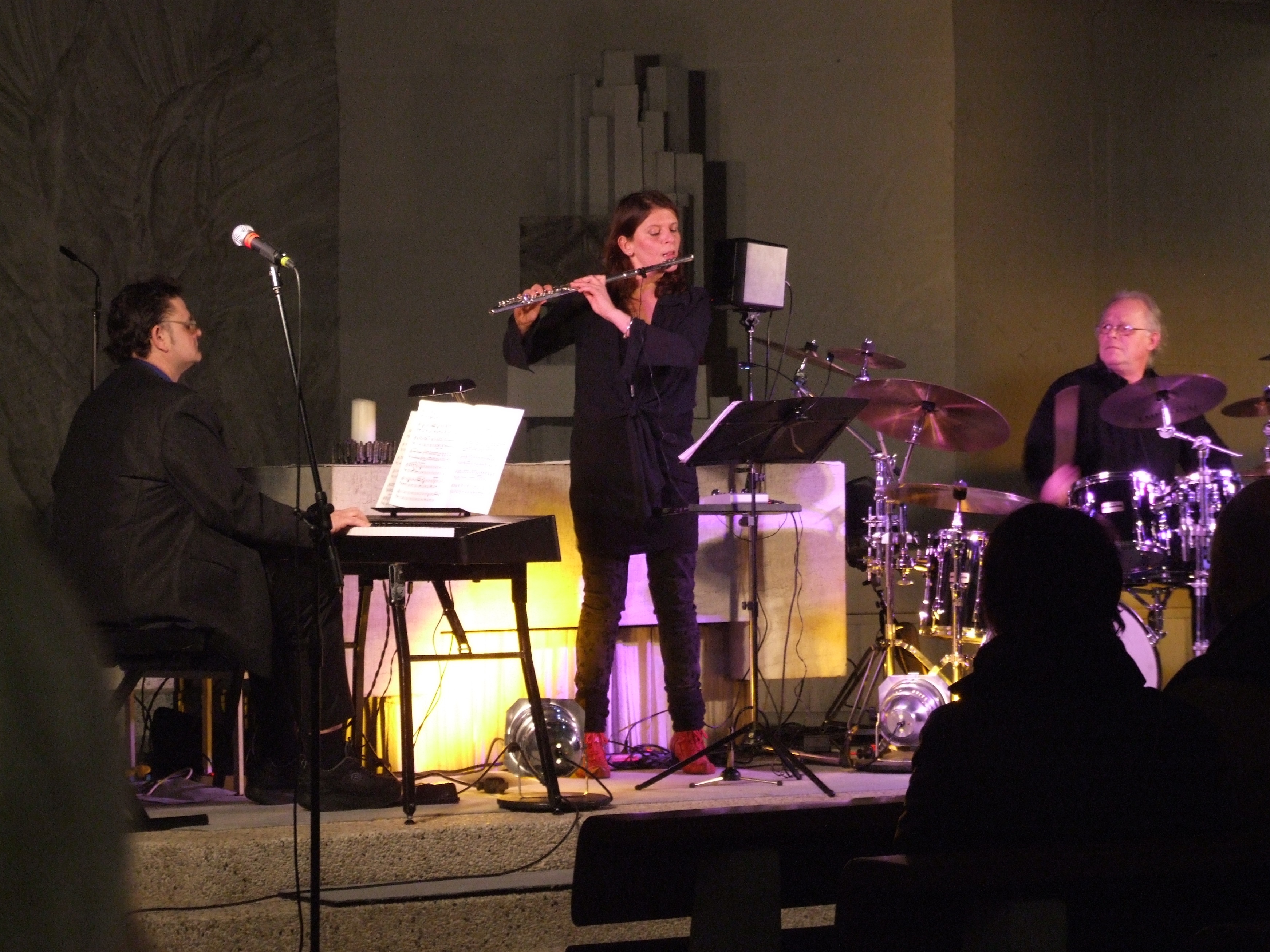
Thirty Fingers am 16. Februar 2013 in St. Konrad, Speyer. Von links Joe Völker (Keyboard, Arrangeur), Petra Erdtmann (Querflöte) und Peter Götzmann (Schlagzeug)

Peter Götzmann (* 1957 in Baden-Baden) ist ein deutscher Schlagzeuger und Musiklehrer, der heute in Bad Kreuznach lebt. Er begleitete und begleitet zahlreiche Künstler, Bands und Musikprojekte bei ihren Konzerten und Tourneen und wirkte als Studiomusiker bei zahlreichen Aufnahmen für CDs mit.
Peter Götzmann spielte Schlagzeug bei Konzerten und Tourneen der Candace Asher Band, der Casino Band Baden-Baden und den Musikformationen und Künstlern Chantal, Celebration Gospel Choir, El Houssaine Kili, Günter Möll Group, Herman’s Hermits, Intermezzo, Jazz Live, Jesus Christ Superstar, Jill Morris, Maisha Grant Blues Band, Marc Marshall, Marla Glen, Martin Müller Band, Pat Fritz Band, Pirmin Ullrich Quintett, Richard Dobson Band, Roland Schaeffer (Guru Guru), Rock Chor Speyer, Rüdiger Oppermann, Simon Holliday, Tart, Thirty Fingers, Thomm, Tony McLoughlin, Tony Sheridan.

## Ausbildung
Peter Götzmann studierte an der Swiss Jazz School in Bern. Er nahm Unterricht bei Billy Brooks, Peter Giger, Hermann Mutschler (SWF Bigband / Erwin Lehn Bigband) und belegte Seminare bei Udo Dahmen, Wolfgang Basler, José Cartijo und Freddie Santiago.

## Ausbilder
Götzmann erhielt Lehraufträge der Pädagogischen Hochschule Karlsruhe, der Musikschule Gaggenau, des Pädagogiums Baden-Baden und des Forums der Jugend Mannheim.

## Peter Götzmanns Jazz Hop Rhythm
Peter Götzmann gründete die JazzFunk-Band Peter Götzmanns Jazz Hop Rhythm in der er als Schlagzeuger mit Rolf Hillert (Percussion), Niklas Braun (Bass), Michael Rüber (Gitarre) und Joe Völker (Keyboard) und Mario Götz (Gesang) konzertiert und CDs aufnimmt.

## Thirty Fingers
Peter Götzmann ist seit 2006 Mitglied der Musikgruppe Thirty Fingers. Mit Petra Erdtmann (Querflöte) und Joe Völker (Piano und Arrangeur) konzertiert er vor allem im Süddeutschen Raum. Die Gruppe arrangiert Melodien und Stücke vom Frühbarock bis Modern Jazz in ein modernes Gewand und für die Kombination Schlagzeug, E-Piano und Querflöte. 2010 brachten Thirty Fingers die Maxi-CD Morning Mood mit vier Stücken heraus. 2012 folgte die CD Zeitlos.

## Diskographie
Als Schlagzeuger spielte bei folgenden CDs mit:
- Blue Lines, „Between The Lines“
- Chantal, „Plays Beatles“, die No.-1-Hits der Fab Four
- Chantal, „At Abbey Road“
- Chantal, „Beatles Strictly Instrumental“
- Chantal, „Live At The Cavern“
- Chantal, „Festliche Weihnachten mit Karl Kardinal Lehmann“
- Chantal, „Herman’s Hermits - live in Germany“
- Colour Motion Grooves
- Dale King, „Through A Song“
- El Houssaine Kili, „Safran“
- Epi Dandarvaanchig, „HOIRR ÖNGÖ - Two Homes“
- Intermezzo, „Intermezzo“
- Internat. Harp-Festival, „The Art Of Harp“
- Jill Morris, „One Of Those Days“
- John Egniz Connection, „Keys & Squeeze“, Merkton Verlag
- Pat Fritz, „Acoustelectric“
- Pat Fritz, „Acoustic Loop“
- Peter Götzmann’s „Jazz Hop Rhythm“
- Peter Götzmann’s Jazz Hop Rhythm, „Too Loud“
- Peter Götzmann’s Jazz Hop Rhythm, „Easy Beats“
- Peter Götzmann’s Jazz Hop Rhythm, „Live @ SWR“
- Peter Götzmann’s Jazz Hop Rhythm, „SWR1-Kopfhörer live“, Live & Unplugged
- Richard Dobson, „A River Will Do“
- Richard Dobson, „Global Village Garage“
- Richard Dobson, „Hum Of The Wheels“
- Rolf Burket, „You can believe in spring“
- Rüdiger Oppermann, „Fragile Balance“
- Rüdiger Oppermann, „Same Same - But Different“
- Rüdiger Oppermann, „Wake Up, best of Rüdiger Oppermann“ NEU!!!
- Saitensprung, „Halbmond“
- Tart, „The Ent“
- Thomm, „Thomm“
- Thomm, „V=S*T“
- Tony Mc Loughlin, „Cinérama“
- Tony Sheridan, „Chantal Meets Tony Sheridan“ CD und Live-DVD
- V-Lenz, „I wish I was at home“
- Wolfgang Zinke, „Como“, Merkton Verlag[6]

### Musikbeispiele
- Musik von Peter Götzmann bei Myspace

### Videos
- Duke Ellingtons „Caravan“ mit Peter Götzmann im Baden-Badener Funkhaus des SWR, 8:57 bei Youtube
- Version des Gershwin-Klassikers „Summertime“. Live-Mitschnitt von „Peter Götzmann’s Jazz Hop Rhythm“ aus dem SWR Funkhaus Baden-Baden, 6:59  bei Youtube
- „Morgenstimmung“ von Edvard Grieg von den Thirty Fingers mit Peter Götzmann auf Youtube
- Pavane - Gabriel Fauré. op.50 von den Thirty Fingers mit Peter Götzmann auf Youtube

| Personendaten    | Personendaten                            |
| ---------------- | ---------------------------------------- |
| NAME             | Götzmann, Peter                          |
| KURZBESCHREIBUNG | deutscher Schlagzeuger und Musikpädagoge |
| GEBURTSDATUM     | 1957                                     |
| GEBURTSORT       | Baden-Baden                              |